# National Anthem
„National Anthem” este un cântec a cântăreței Americane Lana Del Rey de pe al doilea album de studio Born to Die (2012). Acesta a fost lansat ca și un single pe data de 6 iulie 2012, prin intermediul casei de discuri Interscope Records. Piesa este al cincilea single de pe album. Videoclipul piesei a avut premierea pe data de 27 iunie 2012. Acesta a fost regizat de către Anthony Mandler. Acesta descrie pe Del Rey ca Marilyn Monroe și Jacqueline Kennedy și ASAP Rocky ca John F. Kennedy. Se centrează pe tema asasinarea lui John F. Kennedy. Comentariul critic a însoțit cântecul și videoclipul. Recenzii pozitive a remarcat evaluarea melodiei critic de stiluri de viață generoase, spunand ca se potrivesc cu structura lirică a întregului album.

## Lista pieselor
Digital EP
1. „National Anthem” – 3:50
2. „National Anthem” (Fred Falke Remix Edit) – 3:46
3. „National Anthem” (Tensnake Remix) – 3:43
4. „National Anthem” (Afterlife Remix) – 3:48

Picture Vinyl
1. „National Anthem” – 3:50
2. „National Anthem” (Breton Labs Remix) – 5:23

## Clasamente
| Clasament (2012)                       | Poziție maximă |
| -------------------------------------- | -------------- |
| Belgia (Ultratip Flanders)             | 40             |
| Franța (SNEP)                          | 152            |
| Regatul Unit (OCC)                     | 92             |
| Statele Unite ale Americii (Billboard) | 37             |

## Istoricul lansărilor
| Țară         | Dată         | Format                          | Casă de discuri | Ref.  |
| ------------ | ------------ | ------------------------------- | --------------- | ----- |
| Irlanda      | 6 iulie 2012 | Descărcare digitală – EP        | Universal       | [ 3 ] |
| Regatul Unit | 6 iulie 2012 | Descărcare digitală – EP        | Polydor         | [ 4 ] |
| Regatul Unit | 9 iulie 2012 | Ediție limitată 7" picture disc | Polydor         | [ 5 ] |